# Тарасона
Тарасона (ісп. Tarazona) — муніципалітет в Іспанії, у складі автономної спільноти Арагон, у провінції Сарагоса. Населення — 11 131 особа (2010).

## Географія
Муніципалітет розташований на відстані близько 230 км на північний схід від Мадрида, 75 км на захід від Сарагоси.
На території муніципалітету розташовані такі населені пункти: (дані про населення за 2010 рік)
- Тарасона: 10837 осіб
- Кунчильйос: 134 особи
- Торрес-де-Монтесьєрсо: 20 осіб
- Тортолес: 140 осіб

## Демографія
Динаміка населення (INE ):

## Релігія
- Центр Тарасонської діоцезії Католицької церкви.

## Персоналії
- Якоба Мартінес-Гарсія (1877—1936) — блаженна римо-католицької церкви.

## Галерея зображень

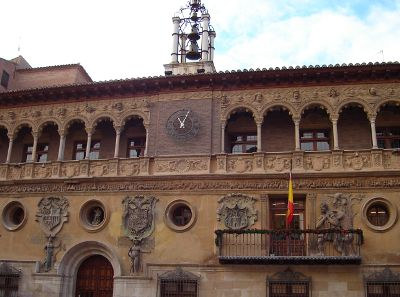
Муніципальна рада